# Şebnem Paker
Şebnem Paker, née le 20 juillet 1977 à  Istanbul, est une guitariste, chanteuse et professeure de musique turque. Elle représente la Turquie au Concours Eurovision de la chanson 1997, terminant troisième.

## Biographie
Şebnem Paker fréquente le département de guitare classique du Conservatoire d'État de l'Université d'Istanbul entre 1992 et 1996. Plus tard, elle étudie le chant au département de musique de l'Université de Marmara.
Elle représente la Turquie au Concours Eurovision de la chanson 1996 et 1997 . Son morceaux au concours de 1997, « Dinle », composée par Levent Çoker et écrite par Mehtap Alnıtemiz, remporte la troisième place. Il s'agit du meilleur résultat de la Turquie à l'Eurovision jusqu'à sa première place en 2003. Şebnem Paker sort ensuite son seul album, également intitulé Dinle, en août 1997.
En 1998, elle participe à nouveau à la finale nationale de l'Eurovision, organisée par TRT, avec la chanson « Çal ». Sa mélodie émouvante et agrémentée d'instruments ethniques turcs est une tentative d'attirer l'attention du public européen. Son objectif est d'obtenir chaque année un meilleur résultat à l'Eurovision, mais la chanson n'est pas choisie pour représenter la Turquie au concours cette année-là.
Şebnem Paker obtient son diplôme du département d'éducation musicale et de chant de l'Université de Marmara en 2000. Elle travaille comme professeur de musique depuis 2004, après avoir travaillé pendant 4 ans dans des établissements d'enseignement privés affiliés au Ministère de l'Éducation Nationale. Elle enseigne la musique au lycée des beaux-arts Avni Akyol à Istanbul jusqu'en 2018 ;  depuis lors, elle est employée au lycée des beaux-arts Aydın Doğan. Elle est également co-auteur d'un manuel destiné à être utilisé dans les lycées d'art en Turquie.
Şebnem Paker est mariée à Soner Odabaş depuis le 22 septembre 2012. Ensemble, ils ont deux enfants. Le 26 août 2023, elle fait la une des journaux après l'annonce de son embauche comme professeur de musique dans une école de Milas, Muğla.